# Simion Cuciuc
Simion Cuciuc (n. 4 iulie 1941) este un caiacist român, laureat cu bronz la Tokio 1964.